# ロス・カボス国際空港
ロス・カボス国際空港（ロスカボスこくさいくうこう）は、メキシコのバハ・カリフォルニア・スル州、ロス・カボスにある空港。
ロス・カボスは国際的に有名な観光地であり、国際線の比率が高い。空港の旅客数は州都ラ・パスのラ・パス国際空港を上回る。

## 就航路線
| 航空会社               | 就航地 |
| ---------------------- | --- |
| ボラリス               | クリアカン、グアダラハラ、レオン、メキシコシティ、モンテレイ、ティフアナ 季節: アトランタ                                                 |
| ビバアエロブス         | クリアカン、メキシコシティ、モンテレイ、ティフアナ 季節: シンシナティ、グアダラハラ、エルモシージョ                                       |
| マグニチャーターズ     | マサトラン、メキシコシティ、モンテレイ 季節: プエルトバヤルタ                                                                             |
| カラフィア航空         | グアダラハラ、ロレト、ティフアナ |
| アエロメヒコ航空       | メキシコシティ |
| アエロメヒコ・コネクト | メキシコシティ |
| アメリカン航空         | オースティン、シカゴ、ダラス、ロサンゼルス、フェニックス 季節: シャーロット、ニューヨークJFK、サクラメント                                |
| デルタ航空             | アトランタ、ロサンゼルス、ソルトレイクシティ、シアトル 季節: デトロイト、ミネアポリス、ニューヨークJFK                                    |
| ユナイテッド航空       | シカゴ、デンバー、ヒューストン、ロサンゼルス、ニューアーク、サンフランシスコ 季節: ワシントン/ダレス                                      |
| サウスウエスト航空     | オースティン、デンバー、ヒューストン/ホビー、サンタアナ、フェニックス、サクラメント、サンディエゴ 季節: ボルティモア、シカゴ/ミッドウェー |
| アラスカ航空           | ロサンゼルス、ポートランド、サンディエゴ、サンフランシスコ、サンノゼ(CA)、シアトル                                                        |
| ジェットブルー航空     | ロサンゼルス、ニューヨークJFK |
| フロンティア航空       | デンバー、ラスベガス |
| スピリット航空         | 季節: ダラス、ヒューストン、ロサンゼルス                                                                                                  |
| サンカントリー航空     | 季節: ダラス、ミネアポリス |
| エア・カナダ           | 季節: カルガリー、トロント、バンクーバー                                                                                                  |
| ウエストジェット航空   | カルガリー、バンクーバー |
| Swoop航空              | アボッツフォード、エドモントン、トロント                                                                                                  |
| サンウィング航空       | モントリオール、トロント 季節: カルガリー、エドモントン、レジーナ、サスカトゥーン、バンクーバー                                           |